# Warszawska Szkoła Reklamy
Warszawska Szkoła Reklamy – dwuletnia policealna szkoła założona w 1993 r. w Warszawie przez Artura Waczko jako pierwsza komercyjna szkoła reklamy w Polsce z uprawnieniami szkoły publicznej. Początkowo pod nazwą Policealnego Studium Reklamy Handlowej, instytucja działała w strukturach Fundacji Przeciw Obojętności na Rzecz Dzieci Specjalnej Troski. W 1998 r. Szkoła przyjęła nazwę marketingową Warszawska Szkoła Reklamy, a od 2000 r. zarząd nad nią przejęła spółka o tej samej nazwie.
Nauka w Szkole trwa dwa lata i odbywa się w systemie dziennym, zaocznym oraz w trybie indywidualnym. Między pierwszym a drugim rokiem nauki słuchacze odbywają praktyki zawodowe.
Absolwentami Warszawskiej Szkoły Reklamy są między innymi raper Fisz oraz aktorka Joanna Koroniewska.
Przy Warszawskiej Szkole Reklamy działa również Szkoła Wizażu i Charakteryzacji SWiCH.

## Struktura
W ramach Szkoły działają następujące placówki:
- Policealne Studium Reklamy Handlowej (wpisane do ewidencji szkół i placówek niepublicznych prowadzonej przez m. st. Warszawę pod nr 42Z)
- Warszawska Akademia Reklamy, Fotografii i Filmu – Policealne Studium Zawodowe dla Dorosłych (wpisana do ewidencji szkół i placówek niepublicznych prowadzonej przez m. st. Warszawę pod nr 234Z)
- Niepubliczne Policealne Studium Plastyczne – Warszawska Szkoła Reklamy (wpisane do ewidencji niepublicznych szkół artystycznych prowadzonej przez Ministra Kultury i Dziedzictwa Narodowego)

## Specjalizacje
Warszawska Szkoła Reklamy kształci w następujących specjalizacjach:
- Animacja
- Fotografia Artystyczna i Reklamowa
- Strategia reklamy i PR
- Multimedia
- Projektowanie Graficzne
- Realizacje Intermedialne
- Wizaż i Charakteryzacja
- Produkcja Filmowa i Telewizyjna
- Realizacja Filmowa i Telewizyjna